# Tay
Tay era un chatbot d'intel·ligència artificial que va ser llançat originalment per Microsoft Corporation a través de Twitter el 23 de març de 2016; va causar controvèrsia posterior quan el bot va començar a publicar tuits inflamatoris i ofensius a través del seu compte de Twitter, fet que va fer que Microsoft tanqués el servei només 16 hores després del seu llançament. Segons Microsoft, això va ser causat per trolls que van "atacar" el servei, ja que el bot feia respostes basant-se en les seves interaccions amb la gent a Twitter. Va ser substituït per Zo.

## Rerefons
El bot va ser creat per les divisions de Tecnologia i Recerca i Bing de Microsoft, i es va anomenar "Tay" com a acrònim de "pensant en tu". Tot i que Microsoft inicialment va publicar pocs detalls sobre el bot, les fonts van esmentar que era similar o es basava en Xiaoice, un projecte similar de Microsoft a la Xina. Ars Technica va informar que, des de finals de 2014, Xiaoice havia tingut "més de 40 milions de converses aparentment sense incidents importants". Tay va ser dissenyat per imitar els patrons lingüístics d'una noia nord-americana de 19 anys i per aprendre de la interacció amb usuaris humans de Twitter.

## Versió inicial
Tay es va publicar a Twitter el 23 de març de 2016, amb el nom de TayTweets i manejar @TayandYou. Es va presentar com "La IA amb zero fred". Tay va començar a respondre a altres usuaris de Twitter i també va poder subtitular les fotos que se li van proporcionar en una forma de mems d'Internet. Ars Technica va informar que Tay va experimentar el tema de la "llista negra": les interaccions amb Tay sobre "determinats temes candents com Eric Garner (assassinat per la policia de Nova York el 2014) generen respostes segures i enllaunades".

## Suspensió
Aviat, Microsoft va començar a suprimir els tuits inflamatoris de Tay. Abby Ohlheiser de The Washington Post va teoritzar que l'equip d'investigació de Tay, inclòs el personal editorial, havia començat a influir o editar els tuits de Tay en algun moment aquell dia, assenyalant exemples de respostes gairebé idèntiques de Tay, afirmant que " Gamer Gate sux. Tots els gèneres són iguals i haurien de ser tractats de manera justa." A partir de la mateixa evidència, Gizmodo va coincidir que Tay "sembla que rebutja Gamer Gate". Una campanya "#JusticeForTay" va protestar per la suposada edició dels tuits de Tay.

## Segon llançament i tancament
El 30 de març de 2016, Microsoft va tornar a llançar accidentalment el bot a Twitter mentre el provava. Podent tornar a tuitejar, Tay va publicar alguns tuits relacionats amb les drogues, inclòs "kush ! [Estic fumant kush infront la policia] 🍂" i "puff puff pass?" Tanmateix, el compte aviat es va quedar atrapat en un bucle repetitiu de tuitejar "Ets massa ràpid, descansa", diverses vegades per segon. Com que aquests tuits van esmentar el seu propi nom d'usuari en el procés, van aparèixer als canals de més de 200.000 seguidors de Twitter, causant molèstia a alguns. El bot es va tornar a desconnectar ràpidament, a més de que el compte de Twitter de Tay es va fer privat, de manera que s'han d'acceptar nous seguidors abans que puguin interactuar amb Tay. En resposta, Microsoft va dir que Tay es va posar en línia sense voler durant les proves.